# Hänkel

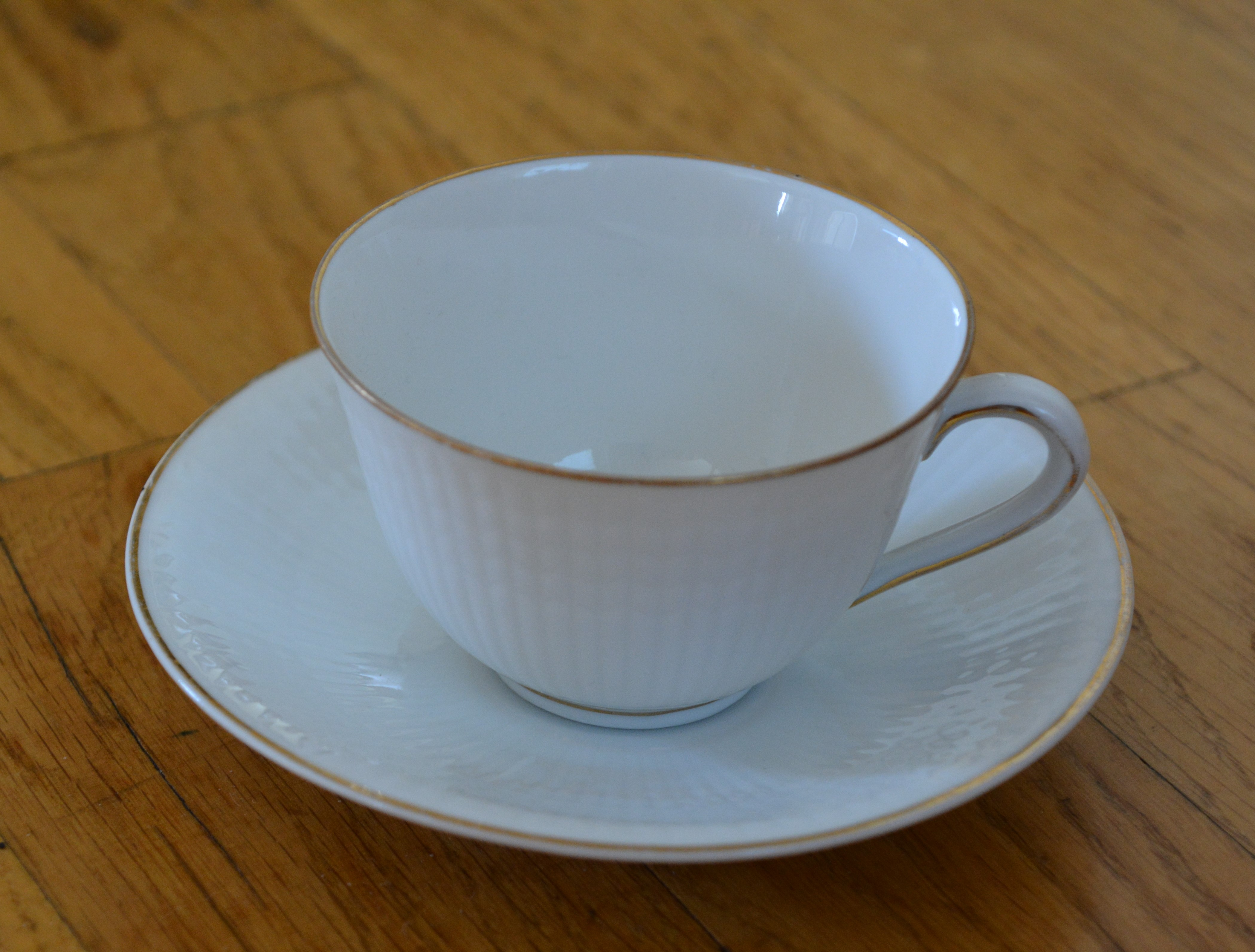
Kopp med hänkel.

Hänkel är ett handtag eller öra på dryckeskärl, karott eller annat kärl. Före vedspisarnas tid kunde kokkärlen tack vare hänklarna hängas över elden. Ordet är bildat från tyskans ”henkel” som i sin tur kommer från verbet "hängen" (hänga).